# Comtat de Salona
Comtat de Salona fou una jurisdicció feudal catalana a Grècia centrada a la ciutat de Salona (Grècia), antiga Amfissa, coneguda pels catalans com Sola. El nom derivava del proper castell de Salona, que en formava part, així com els de Lidoríkion i Veteranitza.
Després del 1205 fou una senyoria dels francs Autremencourt. Tomàs III d'Autremencourt, mariscal d'Acaia, la va perdre davant els catalans a la batalla de Cefís el 1311. Roger Desllor va assolir la senyoria que després va passar a Alfons Frederic d'Aragó que va portar el títol de comte. El van succeir els seus fills Pere Frederic d'Aragó (que es va dedicar als cors a la Mediterrània i va lluitar contra els venecians) i Jaume Frederic d'Aragó (que el va cedir temporalment al germà Bonifaci). Jaume fou el pare de Lluís Frederic d'Aragó, que fou el següent comte, i el va succeir la seva filla Maria Frederic d'Aragó que fou la darrera comtessa.
El 1394 el castell va passar als otomans. El 1402 Teodor I Paleòleg del Principat de Morea la va reconquerir i la va cedir el 1404 als cavallers de l'Orde de Sant Joan de Jerusalem.

## Governants
- Tomàs I d'Autremencourt 1205-1212
- Tomàs II d'Autremencourt 1212-1258
- Guillem d'Autremencourt 1258-1294
- Tomàs III d'Autremencourt 1294-1311
- Roger Desllor 1311-?
- Alfons Frederic d'Aragó ?-1338
- Pere Frederic d'Aragó 1338-1355
- Jaume Frederic d'Aragó1355-1365
- Pere del Pou 1361-1362
- Jaume Frederic d'Aragó1362-1365
- Lluís Frederic d'Aragó 1365-1382
- Maria Frederic d'Aragó 1382-1394